# نصف‌النهار ۱۰۹ درجه غربی
نصف‌النهار ۱۰۹ درجه غربی ۱۰۹مین نصف‌النهار غربی از گرینویچ است که از لحاظ زمانی ۷ ساعت و ۱۶ دقیقه با گرینویچ اختلاف زمانی دارد.
این نصف‌النهار از قطب شمال شروع و از مناطق زیر گذشته و به قطب جنوب ختم می‌شود.
- کانادا
- ایالات متحده آمریکا
- اقیانوس آرام